# 12月11日 (旧暦)
旧暦12月11日は旧暦12月の11日目である。六曜は仏滅である。

## できごと
- 建武2年（ユリウス暦1336年1月24日） - 箱根・竹ノ下の戦い。建武新政府に叛旗を翻した足利尊氏が新田義貞軍を破る。南北朝動乱の始まり

## 誕生日
- 寛永元年（グレゴリオ暦1625年1月19日） - 北村季吟、歌人・俳人（+ 1705年）
- 寛永3年（グレゴリオ暦1627年1月28日） - 徳川光貞、2代紀伊藩主・徳川吉宗の父（+ 1705年）
- 天保5年（グレゴリオ暦1835年1月9日） - 岩崎弥太郎[1]、実業家・三菱財閥創始者（+ 1885年）
- 文久3年（グレゴリオ暦1864年1月19日） - 小山作之助、作曲家・教育者（+ 1927年）

## 忌日
- 正保2年（グレゴリオ暦1646年1月27日） - 沢庵宗彭、臨済宗の僧（* 1573年）